# مارتینا گرونرت
مارتینا گرونرت (آلمانی: Martina Grunert؛ زادهٔ ۱۷ مهٔ ۱۹۴۹) شناگر زن اهل آلمان بود.